# Filip Gotschalk
Filip Gotschalk (1760 - 1809) fou un compositor, director d'orquestra i violinista polonès.
Entre 1800 i 1809 va formar part del grup de músics Jasna Góra. Havia vingut de Rudno prop d'Opole. Les col·leccions de Jasna Góra inclouen 25 composicions escrites per Filip Gotschalk.